# Twixter
A Twixter egy neologizmus, amely a fiatal felnőttek új generációját írja le Amerikában és más iparosodott országokban, akik bizonyos értelemben csapdába estek a serdülőkor és a felnőttkor között. Ez a nyugati neologizmus némileg analóg a japán parazita szingli kifejezéssel.

## Jellemzésük
A twixterek jellemzően fiatal felnőttek, akik a szüleikkel élnek, vagy egyébként anyagilag nem függetlenek. Ha dolgoznak is, gyakran bizonytalan és rosszul fizető állásuk van. Előfordulhat, hogy nemrég hagyták el az egyetemet vagy a középiskolát, vagy nemrég kezdtek karrierbe.

## Média
A Time magazin megjelentetett egy cikket a "Twixter generáció: Young Adults Who Won't Grow Up" címen 2005 januárjában a Twixterekről, reflektorfénybe helyezve ezt a viszonylag ismeretlen demográfiai csoportot. A cikk a felső- és középosztálybeli Twixterekre összpontosított, akiknek szülei el tudták őket tartani. A cikk nem tett különbséget a szüleik segítségével egyedül élők és a szüleikkel együtt élők között, és nem tett említést a más társadalmakban a NEET-ekhez és a freeterekhez hasonló, alacsonyabb osztályba tartozó Twixterekről sem.
Párhuzamok más társadalmakban
A twixterek megjelenése nem teljesen új, mivel hasonló más iparosodott társadalmakban megfigyelhető társadalmi jelenségekhez. Az 1980-as és 1990-es évek óta Japánban is megfigyelhető a fiatal népesség egy olyan parazita szinglik vagy freeterek szegmensének növekedése, akik otthon élnek és igénytelen munkát végeznek. A Hodo-Hodo zoku olyan munkavállalók, akik a stressz minimalizálása és a szabadidő maximalizálása érdekében kerülik az előléptetést. Hasonlóképpen, Európában az 1990-es évek óta egyre nő a NEET, azaz az "oktatásban, foglalkoztatásban vagy képzésben nem résztvevők" száma.
2007 októberében Tommaso Padoa-Schioppa volt olasz gazdasági és pénzügyminiszter a húszas éveikben járó, még családjukkal élő embereket bamboccioninak ("nagy, buta fiúk") nevezte, ami vitát váltott ki az olasz médiában. Az újságok számos olvasói levelet kaptak, amelyekben az olvasók személyesen sérelmezték, és rámutattak, hogy az illető keveset tud a huszonéves olaszok jelentős részének helyzetéről, akik körülbelül havi 1000 euróból élnek, és nem engedhetik meg maguknak, hogy elhagyják a szülői házat. Hasonló eset Spanyolországban is megfigyelhető, ahol a mileurista kifejezéssel illetik az 1000 eurós fizetésből (mil euró) élő fiatalokat. Görögországban a minimálbér 700 euró, és a görög média népszerűsítette a "700 eurós generáció" kifejezést. Ez a generáció a görög adósságválsághoz vezető körülmények között alakult ki, és részt vett a 2010-2011-es görögországi tüntetéseken.